# Heinrich Benedikt Sürder
Heinrich Benedikt Sürder (* 22. Dezember 1841 in Schiefbahn; † 10. Dezember 1916 in Leverkusen) war von 1870 bis 1908 Bürgermeister und von 1914 bis 1916 vertretungsweise für seinen Sohn Heinrich Sürder Bürgermeister von Schlebusch.
Mit der Sürderstraße in Schlebusch wird an ihn und seinen Sohn erinnert, der denselben Namen wie er trägt und von 1909 bis 1930 mit Unterbrechungen ebenfalls Bürgermeister von Schlebusch war.